# Alexander Frederik von Møsting
Alexander Frederik von Møsting (20. november 1680 – 6. marts 1737) var en dansk hofembedsmand og stiftamtmand, halvbror til Christian Georg von Møsting og far til Frederik Christian von Møsting.
Møsting var søn af kaptajn i Norge Nicolaus Abraham von Møsting til Rønnovsholm (død 1683) og dennes anden hustru, Kirstine Lunov. Han bestemtes tidligt til den militære løbebane og udnævntes 1701 til sekondløjtnant ved den marinebataljon, der i kejserlig tjeneste samme år marcherede til Italien. 1703 forfremmedes han til premierløjtnant i 3. Regiment til fods, der 1704 stod i Ungarn. Medens tropperne i sommermånederne lå i lejr her, havde Møsting en duel med fyrst Windisch-Graetz' adjudant, der faldt i tvekampen. Sagen fik dog ikke videre følger for Møsting, der allerede året efter udnævntes til kaptajn. 1706 blev han chef for grenaderkompagniet af samme regiment, forfremmedes 1713 til oberst og blev 1715 udnævnt til kongens generaladjudant for infanteriet. Med titel af etatsråd blev han 1720 medlem af Landetatens Generalkommissariat.
1728-30 var Møsting stiftamtmand over Christianssands Stift og amtmand over Nedenæs Amt og Råbyggelagets Amt. 1730 fik han Det hvide Bånd og blev året efter beskikket til hofmester for Christian VI's søster, prinsesse Charlotte Amalie.
19. januar 1714 ægtede han Christine Elisabeth Knuth (2. februar 1675 på Leizen, Mecklenburg - 26. februar 1738 i København), datter af Joachim Friedrich Knuth til Leizen og Christine von Wancken og gift første gang med Knud Juel. I sit andet ægteskab medbragte hun ti børn